# Parodie

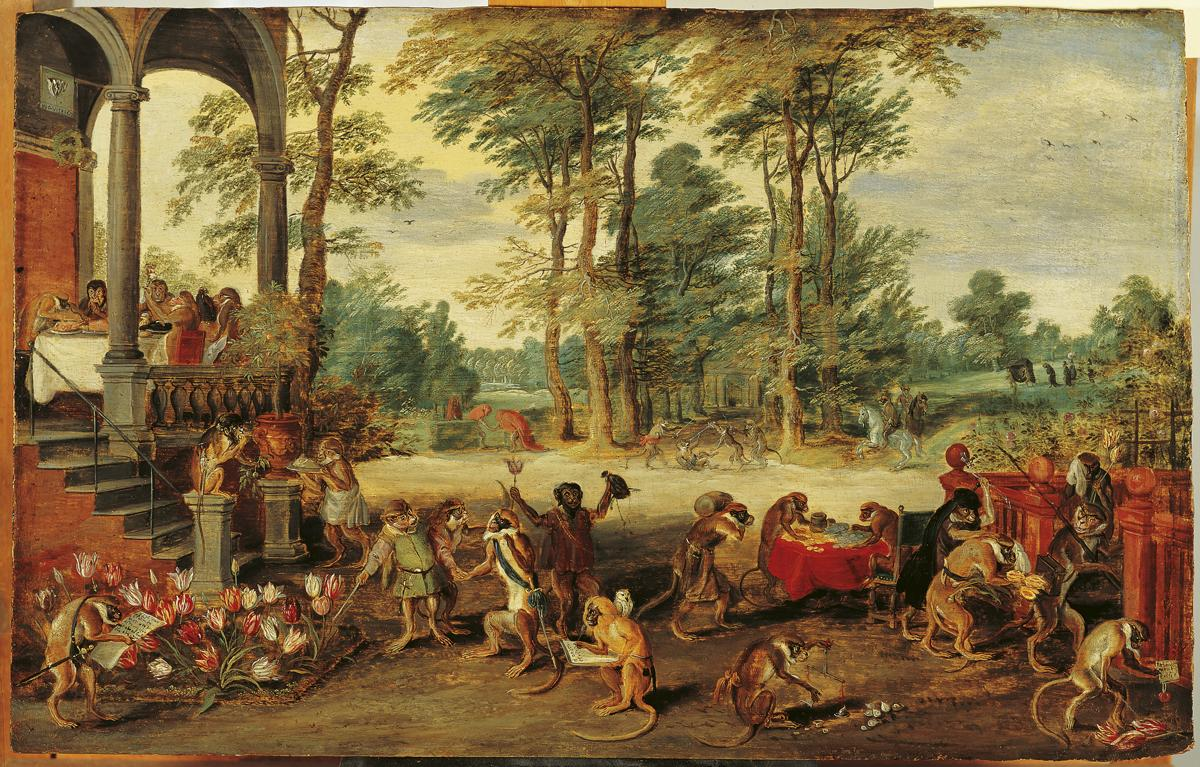
Creație artistică care reda un efect comic.

Parodia (din greacă παρωδία parōdía = cântec distorsionat/contrafăcut) este o creație artistică (operă literară, film, cântec) care preia motive și mijloace artistice dintr-o altă creație sau imită parțial o altă operă pentru a reda un efect comic.
Procedeul predilect al parodiei este ironia. Ironia presupune sesizarea unei dualități, a paradoxului.
Parodia este o imitație satirică a unei opere serioase, îndeobște cunoscută publicului, ale cărei subiect și procedee de expresie sunt transpuse la modul burlesc, ca o mimare a originalului, cu intenția expresă de a-i sublinia comic trăsăturile caracteristice. Astfel privită, parodia ar echivala cu un act critic.  În parodie se imită și se deformează în mod voit elementele cele mai caracteristice ale operei altui autor, pentru a obține efecte satirice sau comice.